# 兰德萨克
兰德萨克是德国巴伐利亚州的一个市镇。总面积16.26平方公里，总人口3435人，其中男性1687人，女性1748人（2011年12月31日），人口密度211人/平方公里。

## 友好城市
- 法國 武夫赖